# Социјалдемократска партија Литваније
Социјалдемократска партија Литваније (лат. Lietuvos socialdemokratų partija, LSDP) је социјалдемократска политичка партија левог центра која делује у Литванији. Сматра се једном од најстаријих политичких странака у Литванији, пошто је основана 1896. у време када је Литванија била део Руског царства, те била једна од најважнијих литванских странака у периоду између два светска рата, све до формалне забране 1936. након чега је уследио дуги период деловања у егзилу.
Њено деловање у Литванији је обновљено 1989. године у време распада Совјетског Савеза. Године 2001, ујединила се са Демократском радничком партијом (бивши комунисти), а од 2004. до 2008. је водила мањинску владу. Њу је 2008. сменила коалиција десног центра на челу са Андријусом Кубилијусом.